# Los Cayos
Los Cayos (en francés Les Cayes y en criollo haitiano Okay), es una comuna de Haití, que está situada en el distrito de Los Cayos, del departamento de Sur. La mañana del 14 de agosto de 2021 un poderoso terremoto de 7.2 grados Richter sacudió el sur de Haití afectando directamente a la gran comuna de Los Cayos dejando pérdidas humanas, heridos y muchos daños materiales.

## Historia
Fundado por los franceses en 1726 sobre el despoblado español de Salvatierra de la Sabana (1503-1540).

## Secciones
Está formado por las secciones de:
- Bourdet
- Fonfrède
- Laborde (que abarca el barrio de Laborde)
- Laurent
- Mercy
- Boulmier

## Demografía
| Gráfica de evolución demográfica de Los Cayos entre 2009 y 2015 |
|                                                                 |

Los datos demográficos contemplados en este gráfico de la comuna de Los Cayos son estimaciones que se han cogido de 2009 a 2015 de la página del Instituto Haitiano de Estadística e Informática (IHSI). 

## Personas destacadas
- André Rigaud, general de la Revolución haitiana.
- John James Audubon, ornitólogo y pintor.
- Lysius Salomon, presidente de Haití.
- Pierre Théoma Boisrond-Canal, presidente de Haití.